# Tragédie en musique
La tragedia lírica («tragédie en musique» o «tragédie lyrique») es un género musical francés de los siglos xvii y xviii, que solía ser representado en la escena de la Académie royale de musique de París, y que después se difundió por otras ciudades francesas y extranjeras.

## Definición
Especie de poema dramático hecho para ser puesto en música y cantado en el teatro con la sinfonía y toda suerte de decorados en máquinas y vestidos. La Bruyere dice que la ópera debe contener un gran espíritu, los oídos y los ojos en una especie de encantamiento, y Saint-Evremont llama a la ópera un quimérico ensamblaje de poesía y música, en el que el poeta y el músico se dan mutuamente tortura.
Definición de la ópera, por Louis de Jaucourt, en la Encyclopédie.

El poeta que hace una tragédie lyrique, se entrega más a hacer ilusión a los sentidos que al espíritu; busca más producir un espectáculo encantador, que una acción en que la verosimilitud sea exactamente observada. Franquean las leyes rigurosas de la tragedia; y si tiene algúna consideración con la unidad de interés y de acción, viola sin escrúpulo las unidades de tiempo y de lugar, sacrificándolas a los encantos de la variedad y de lo maravilloso. Sus héroes son más grandes que naturales; son Dioses, o hombres en comercio con ellos, y que participan de su pujanza. Franquean las barreras del Olimpo; penetran los abismos del Infierno. A su voz, la Naturaleza se estremece, los Elementos obedecen, el Universo les es sometido. El poeta tiende a retratar sujetos vastos y sublimes; el músico se une a él para hacerles aún más sublimes. Uno y otro reúnen  los esfuerzos de su arte y de su genio para elevar y encantar al espectador sorprendido, para transportarle tanto en los palacios encantados de Armide, tanto en el Olimpo, tanto en los Infiernos, o entre las Sombras afortunadas del Eliseo. Ante algún efecto que producen en los sentidos el aparato pomposo y la diversidad de las decoraciones, el poeta debe aún más entregarse a producir, en los espectadores, el interés del sentimiento.
Dictionnaire dramatique de 1776.

El término ópera es inapropiado para designar este género en que el creador, Jean-Baptiste Lully, ha querido precisamente desmarcarse de la ópera italiana entonces en boga en el resto de Europa, a despecho (¿o por causa?) de sus propios orígenes italianos. La «tragédie en musique» es el resultado de una fusión de elementos del ballet de Cour, de la pastoral, de la «pièce à machines» y de la comédie y tragédie-ballet. Sus creadores —el compositor Lully y su libretista Philippe Quinault— ambicionaban hacer de ella un género tan prestigioso como la tragedia clásica de Corneille y Racine: como ejemplo de esto último, la tragédie comporta cinco actos.
La ópera italiana (en tres actos) tendía a poner en valor la música, y sobre todo el canto solista (el «bel canto») mientras que la «tragédie lyrique» es concebida como un espectáculo completo que quiere poner en igualdad el conjunto de sus componentes: el texto (en verso), los decorados, el vestuario, la música, la danza, las «machines», las luces, etc. 
La intriga de la «tragédie lyrique» recurre la mayoría de las veces a la mitología y a la leyenda (sobre todo greco-latinas), pero explota también los poemas épicos del Renacimiento en la vena del Roland furieux, de Jérusalem délivrée, etc. Los amores desgraciados o contrariados son el fondo de comercio habitual de los libretistas. Lo «merveilleux» (maravilloso) es un elemento fundamental, permitiendo, a mayor beneficio del espectáculo aunque no de la verosimilitud, multiplicar los efectos de maquinaria para poner en escena dioses y héroes, monstruos y fenómenos naturales (descenso de los cielos de Júpiter, caída de Faetón, descenso a los Infiernos, temblores de tierra, etc.). Esto la acerca a la ópera italiana contemporánea; pero a diferencia de ésta, la intriga debe igualmente reservar un importante lugar a la danza, con escenas de fiestas, festejos y alegría dispuestas al propósito. Los principales intérpretes debían de saber cantar y danzar.
La «tragédie lyrique» comprendía, generalmente:
- una «ouverture» instrumental solemne.
- un prólogo que introducía la acción por una alusión alegórica a los méritos y actos elevados del soberano: este prólogo tiene la misma estructura que los actos principales; desapareció en las últimas obras de Rameau.
- cinco actos que mezclan arias solistas, coros, recitativos e intermedios instrumentales con danzas. Esto la distingue también de la ópera italiana, generalmente en tres actos.
- un aria instrumental conclusiva, chacona o pasacalle o varias danzas cortas, encadenadas una tras otra.

En algunas obras, un pasacalle de grandes proporciones se insertaba en uno de los actos, en función de las posibilidades del libreto. Es el caso del pasacalle de Armide, de Lully, considerado en su tiempo como la obra maestra del género con su extraordinaria sucesión de variaciones instrumentales o corales.
La música vocal de la «tragédie en musique» difiere profundamente de la de la ópera italiana contemporánea por los siguientes aspectos:
- importancia dada a los coros, constituidos por los personajes secundarios.
- relativa rareza de arias de solistas, que dejan una parte mucho más reducida al virtuosismo y a los efectos vocales: el texto debe ser comprendido por el espectador.
- recitativo más cantable.

En efecto, la prosodia de la lengua francesa lleva el recitativo a distinguirse del «recitativo secco» casi hablado de la ópera italiana. La «mélodie» es más marcada, dando a la «tragédie lyrique» una cierta continuidad de la que se ha dicho que prefigura la melodía continua de la ópera wagneriana.

## La suerte de la «tragédie en musique»
Después de Cadmus et Hermione en 1673, Lully compuso una «tragédie lyrique» cada año, hasta su muerte (dejó Achille et Polyxène inacabada).
El género tuvo el favor del rey y después de la desaparición del Surintendant, el de numerosos compositores a finales del siglo XVII y principios del XVIII. Permanece sin embargo exclusivamente francés incluso aunque algunos de sus componentes hayan encontrado eco en el extranjero —y notablemente la famosa «ouverture à la française» adoptada por Purcell, Haendel, Bach y otros.
La muerte de Luis XIV condujo a dejar el género un poco aislado: la Régence vio florecer formas más joviales, menos solemnes, menos afectadas: opéra-ballet, pastorales…
Estaba ya anticuada, cuando Rameau, genio tardío y solitario, le vuelve a dar lustre mientras se prepara la confrontación con la ópera italiana de la que la Querelle des Bouffons será la manifestación tangible. La moda es de más simplicidad, de naturalidad. Rameau, aunque conservó los elementos introducidos por Lully, renovó completamente el estilo musical: fue así, paradójicamente, criticado a la vez por aquellos de sus contemporáneos que consideraban la «tragédie lyrique» como un género anticuado, y por aquellos que le reprochaban la gran modernidad de su lenguaje musical. La confrontación de la «tragédie lyrique» con la opéra-bouffe fue la cuestión de partida de la «querelle des Bouffons» de la que será uno de los principales protagonistas.
La calidad excepcional de la música compuesta por Rameau no pudo impedir que la «tragédie lyrique» volviera a caer en desuso, aunque su última obra, Les Boréades, estaba ensayándose cuando sobrevino, en septiembre de 1764 la muerte del gran compositor. Este canto de cisne no fue finalmente representado y la «tragédie en musique», espectáculo completo y la forma la más acabada y simbólica de la música francesa, deviene simplemente sujeto de estudio de los historiadores de la música, desapareciendo del repertorio durante dos siglos sen que nadie pudiera prever que saldría un día del purgatorio.
En una Histoire de la musique editada en 1969 y reimpresa en 1985, Lucien Rebatet, profeta poco inspirado, escribe:

Quelle est réellement la valeur musicale de cette tragédie lullyste ? Nous ne pouvons guère la juger que sur lecture, ou sur des restitutions mentales à partir des fragments connus. Elle n'a plus guère de chances de reparaître au répertoire dont elle est sortie depuis si longtemps, et on ne l'a honorée en France d'aucune édition phonographique, comme les Anglais l'ont fait pour des ouvrages de Purcell dont la représentation scénique est non moins impossible.

Por el contrario, desde los años 1970, no solamente algunas de estas obras han sido presentadas en concierto, grabadas, representadas en favor del movimiento en favor de la música antigua, sino que rencontraron un franco éxito. Las cinco tragedias de Rameau han sido grabadas (en CD) una o más veces. Y nueve más de las Lully, seguramente la más estereotipadas, lo han sido igualmente. Igual sucede con otros compositores, como André Campra, Marin Marais, Jean-Marie Leclair, Marc-Antoine Charpentier o Jean-Joseph Mouret.

## Principales «Tragédie en musique»
| Fecha   | Obra                           | Compositor                                          |
| ------- | ------------------------------ | --------------------------------------------------- |
| 1673    | Cadmus et Hermione.            | Jean-Baptiste Lully                                 |
| 1674    | Alceste.                       | Jean-Baptiste Lully                                 |
| 1675    | Thésée.                        | Jean-Baptiste Lully                                 |
| 1676    | Atys.                          | Jean-Baptiste Lully                                 |
| 1677    | Isis.                          | Jean-Baptiste Lully                                 |
| 1678    | Psyché.                        | Jean-Baptiste Lully                                 |
| 1679    | Bellérophon.                   | Jean-Baptiste Lully                                 |
| 1680    | Proserpine.                    | Jean-Baptiste Lully                                 |
| 1682    | Persée.                        | Jean-Baptiste Lully                                 |
| 1683    | Phaëton.                       | Jean-Baptiste Lully                                 |
| 1684    | Amadis.                        | Jean-Baptiste Lully                                 |
| 1685    | Roland.                        | Jean-Baptiste Lully                                 |
| 1686    | Armide.                        | Jean-Baptiste Lully                                 |
| 1687    | Achille et Polyxène.           | Jean-Baptiste Lully, terminada por Pascal Collasse. |
| 1689    | Thétis et Pelée.               | Pascal Collasse                                     |
| 1691    | Énée et Lavinie.               | Pascal Collasse                                     |
| 1691    | Astrée.                        | Pascal Collasse                                     |
| 1693    | Médée.                         | Marc-Antoine Charpentier                            |
| 1693    | Alcide.                        | Marin Marais en colaboración con Louis Lully        |
| 1693    | Didon .                        | Henry Desmarest                                     |
| 1694    | Circé.                         | Henry Desmarest                                     |
| 1694    | Céphale et Procris.            | Élisabeth Jacquet de la Guerre                      |
| 1695    | Théagène et Chariclée.         | Henry Desmarest                                     |
| 1696    | Ariane et Bacchus.             | Marin Marais                                        |
| 1696    | Jason ou la Toison d’or.       | Pascal Collasse                                     |
| 1697    | Vénus et Adonis.               | Henry Desmarest                                     |
| 1699    | Amadis de Grèce.               | André-Cardinal Destouches                           |
| 1699    | Marthésie, reine des Amazones. | André-Cardinal Destouches                           |
| 1700    | Hésione.                       | André Campra                                        |
| 1700    | Canente.                       | Pascal Collasse                                     |
| 1701    | Omphale.                       | André-Cardinal Destouches                           |
| 1702    | Tancrède.                      | André Campra                                        |
| 1703    | Ulysse.                        | Jean-Féry Rebel                                     |
| 1704    | Iphigénie en Tauride.          | Henry Desmarest                                     |
| 1705    | Alcine.                        | André Campra                                        |
| 1706    | Polyxène et Pirrhus.           | Pascal Collasse                                     |
| 1706    | Alcyone.                       | Marin Marais                                        |
| 1709    | Sémélé.                        | Marin Marais                                        |
| 1712    | Callirhoé.                     | André-Cardinal Destouches                           |
| 1712    | Idoménée.                      | André Campra                                        |
| 1714    | Arión.                         | Jean-Baptiste Matho                                 |
| 1714    | Télémaque et Calypso.          | André-Cardinal Destouches                           |
| 1717    | Ariane et Thésée.              | Jean-Joseph Mouret                                  |
| 1718    | Sémiramis.                     | André-Cardinal Destouches                           |
| 1722    | Renaud ou la suite d'Armide.   | Henry Desmarest                                     |
| 1723    | Pirithoüs.                     | Jean-Joseph Mouret                                  |
| 1733-34 | Hippolyte et Aricie.           | Jean-Philippe Rameau                                |
| 1737    | Castor et Pollux.              | Jean-Philippe Rameau                                |
| 1739    | Dardanus.                      | Jean-Philippe Rameau                                |
| 1746    | Scylla et Glaucos.             | Jean-Marie Leclair                                  |
| 1749    | Zoroastre.                     | Jean-Philippe Rameau                                |
| 1763    | Les Boréades.                  | Jean-Philippe Rameau                                |